# Крупноплодник большеплодный
Крупнопло́дник большепло́дный (лат.  Megacarpáea megalocárpa) — растение, вид рода Крупноплодник (Megacarpaea) семейства Капустные (Brassicaceae).

## Ареал и среда обитания
Прикаспийско-туранский вид. Произрастает на востоке Кавказа, западе Монголии, в Средней Азии, европейской части России (полупустынные и пустынные низовья рек Волги и Урала), северо-западе Китая. Как правило для роста подбирает сухие глинисто-солонцеватые степи, пески, каменистые и щебнистые пологие склоны, шлейфы, сайры (древние русла рек) на равнине и в низкогорьях.

## Ботаническое описание
Многолетнее травянистое, клубнеобразующее растение. Высота от 20 до 40 см. После созревания плодов и высыхания растение образует характерную для степных растений жизненную форму «перекати-поле».
Корень клубневидный, веретенообразный, толщиной до 3 см.
Стебель одиночный, прямостоячий, гладкий, в верхней части растопыренно-ветвистый.
Листья — глубокоперисторассечённые на доли неправильной формы, прикорневые — черешковые, стеблевые — сидячие.
Цветки разных типов, расположены на веточках раскидистого метельчатого соцветия, в нижней части веточки — 2—6 женских цветков, лишённых околоцветника и тычинок, на концах веточек — мужские, с фиолетово-розовым венчиком. В средней части веточек расположены цветки с беловатым венчиком и недоразвитой завязью.
Цветение в апреле — начале мая. Размножение только семенное.
Плод — стручок с широким крылом по краю, образуются только из нижних цветков, двойчатый, крупный, шириной 2,5—3 см и длиной 1,5—2 см, состоит из двух плоских округлых частей.

## Охранный статус
Включён в Красную книгу Волгоградской области.

## Хозяйственное значение и применение
Толстые сочные корни годятся в пищу. В сухих только что плодоносивших клубнях содержится около 54 % углеводов (крахмала, сахара, декстринов) и 5,6 % протеина. Обычно корни варят или пекут, как клубни картофеля; можно употреблять их и для извлечения крахмала и выгонки спирта.
В семенах около 20 % полувысыхающего жирного масла, пригодного для пищевых и технических целей.
Листья и стебли хорошо поедаются верблюдами и удовлетворительно другими видами скота.

## Синонимика
По данным The Plant List на 2010 год
- Biscutella didyma Pall.
- Biscutella laciniata Willd. ex DC.
- Biscutella maxima Pall. ex DC.
- Biscutella megalocarpa Fisch. ex DC.
- Megacarpaea angulata DC.
- Megacarpaea laciniata DC.